# Geosinclinal
Geosinclinalul este o depresiune tectonică cu dimensiuni foarte mari, acoperită de apa mării.
La sfârșitul neogenului și începutul cuaternarului, Carpații Meridionali au suferit o înălțare în bloc cu aproape 1000 de metri. Mai exact, a avut loc o înălțare a straturilor din geosinclinalul carpatic.